# Villeray
Pour les articles ayant des titres homophones, voir Villeret et Villerêt.
Pour les articles homonymes, voir Villeray (homonymie).
Villeray est un quartier sociologique de Montréal. Il fait partie de l'arrondissement de Villeray–Saint-Michel–Parc-Extension.  Il est situé au centre-nord de l'île de Montréal. Le district électoral de Villeray est délimité au nord par le boulevard Crémazie, au sud par la rue Jean-Talon, à l'ouest par l'avenue Casgrain et à l'est par la rue Garnier. Si la limite ouest du district électoral est l'avenue Casgrain, le boulevard Saint-Laurent constitue toutefois la limite "naturelle" du quartier et est reconnu comme tel par les habitants du secteur. À l'est, la limite "naturelle" est plutôt la Rue D'Iberville, qui délimite sociologiquement Villeray du quartier Saint-Michel.

## Histoire
Le village de Villeray tire son nom de Louis Rouer de Villeray (1629-1700) (biographie ici), membre du Conseil souverain de la Nouvelle-France à partir de 1663 et contrôleur de la Compagnie du Canada en 1685. Le 30 septembre 1895, on érigea, sous le nom de village de Villeray, une nouvelle municipalité dont le territoire fut détaché de la paroisse du Sault-au-Récollet. Un plan datant de 1899 ("village de Villeray et annexe") ne montre que les rues suivantes (noms actuels entre parenthèses) : Boyer, St-André, St-Hubert, Labelle (Chateaubriand), Everett (De Castelnau, non-aligné avec l'Everett actuel), Adeline (Faillon), Rose-de-Lima (Villeray), Juliette (Juillet), Ave Morin (Gounod), St-Élie, St-Alfred, du Rosaire, et 6 rues anonymes (St-Gérard, Dufour, Ferland, 3 disparues).

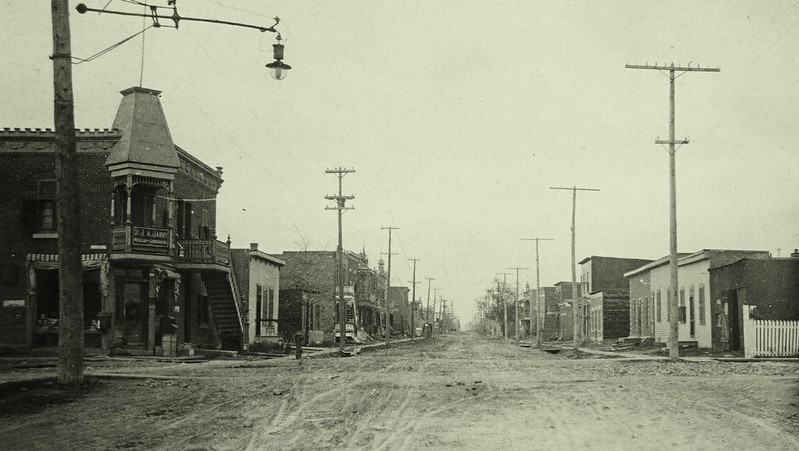
La rue Saint-Hubert, vers le sud, depuis la rue Villeray, vers 1910

Le 30 novembre 1905, le village de 800 âmes (75 familles) fut annexé à la ville de Montréal, et son territoire fut réuni à celui du quartier Saint-Denis. Enfin, en 1922, quand Montréal fut divisé en 35 quartiers, on créa le quartier Villeray, dont les limites furent celles de l'ancien village.
C'est un Quartier sociologique parmi quelques autres à Montréal où le transport en commun précéda l'urbanisation. Le tramway favorisa le développement de ce quartier, jusqu'alors occupée uniquement par des fermes. Une de ces fermes est notoire à plus d'un titre, elle est associée directement au parc et à l'essor urbain du quartier Villeray : la ferme Jarry.
Jean Talon, un autre des dirigeants de la Nouvelle-France à la même époque, est aussi le nom d'un grand boulevard et d'une station de métro qui bordent le quartier Villeray.
Une des premières choses à porter le même nom que le village fut Villeray Quarry Company, qui reçut des lettres patentes en 1916 puis en 1920 pour ensuite fermer en 1934. C'était une carrière ayant été convertie en parc depuis, le parc Villeray, situé entre les rues Villeray, Jarry, Christophe-Colomb et De Normanville.

## Emplacement géographique de la ferme Jarry
Plusieurs fermes occupaient ce territoire parsemé de ruisseaux et de petits lacs à la fois giboyeux et intéressants pour l'agriculture. La ferme Jarry, d'une tenure de 64 arpents, était bordée du côté nord par l'actuelle autoroute métropolitaine, du côté sud par la rue Villeray, du côté est par la rue Saint-Hubert et dans son axe ouest par la petite rue Foucher. 
Le propriétaire Stanislas Jarry va, au début du XXe siècle, lotir cet espace en 680 lots. D'autres membres de cette famille possédaient des terres agricoles dans ce qui est maintenant convenu d'appeler l'arrondissement Villeray–Saint-Michel–Parc-Extension.

## Effervescence de développement au début duXXesiècle
On y trouve alors dans cette effervescence de développement et de construction principalement des ouvriers propriétaires de leur maison qui y est typique en bois donnant directement sur la rue avec des hangars et des écuries à l'arrière parfois relié au corps principal du bâtiment parfois pas. 
De 1915 à 1930 Villeray connaît un boom démographique sans précédent d'où le besoin d'écoles, d'églises et un bain public et la caserne des pompiers au coin de la rue Jarry et Saint-Hubert (1912).

## Création du premier bain public
L'institut des sourds et muets des clercs de Saint-Viateur dont la façade est faite de blocs de pierre dit de Montréal est érigé sur le Boulevard Saint-Laurent, entre Faillon et de Castelnau, durant la Première Guerre mondiale.
L'apport de cette population ne se fait pas sans créer des problèmes de santé puisque l'hygiène n'est pas établie dans les mœurs. Ce pour quoi on voit l'érection d'un bain public, le bain St-Denis (1909-1910) mais cela ne suffisait pas puisque la variole, la fièvre typhoïde et la tuberculose sévissaient de façon endémique amenant un taux de mortalité infantile comparable à des pays moins riches que le Canada.

## Après-guerre
Après la Seconde Guerre mondiale, le « plex » devient à la mode et Villeray se construit rapidement en se dotant de ruelles, certaines larges, d'autres plus étroites, avec les non moins célèbres cordes à linge.

## Raoul Jarry
Un conseiller municipal du temps, M. Raoul Jarry (échevin de Villeray depuis 1921, fils de Stanislas Jarry père, et frère d'un autre Stanislas) voit dans ce parc son cheval de bataille pour contrer les maladies et pour favoriser l'épanouissement de la jeunesse à travers des activités sportives et/ou familiales comme le pique-nique, la marche, la sieste. Celui-ci s'implique dans ses activités municipales comme membre du comité exécutif de la ville de Montréal en faisant campagne pour l'achat par la ville de ce parc loué.

## Besoin duparc Jarry
Le besoin d'un parc se fait alors sentir pour oxygéner et faire en sorte que les jeunes et les adultes puissent pratiquer des activités saines pour le corps. Le terrain du parc appartenait à la Stanley Clark Bagg et la succession loua à la ville de Montréal cet emplacement, et ce, pour deux baux de dix années.

## Lieux d'intérêts
- Bibliothèque Le Prévost

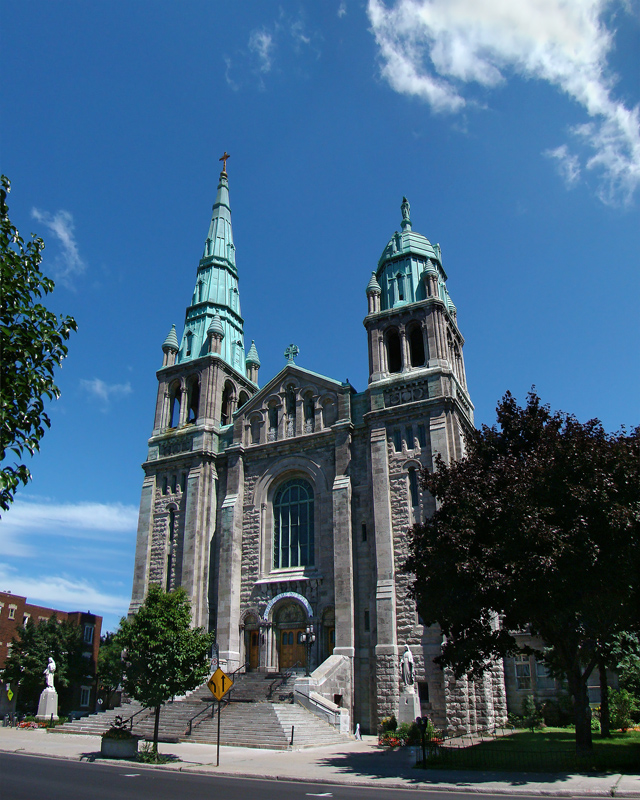
Église Notre-Dame-du-Saint-Rosaire

- Parc Jarry, où se trouve le stade IGA (stade Jarry)
- Patro Le Prevost
- Festival Matsuri Japon au Centre Culturel Canadien Japonais de Montréal
- L'école primaire Hélène-Boullé
- L'école primaire Marie-Favery
- L'école primaire Sainte-Cécile
- L'écome primaire Saint-Gérard
- L'école primaire Saint-Grégoire-le-Grand
- L'école primaire Saint-Gabriel-Lalemant
- L'école primaire Saint-Barthelemy
- L'école secondaire Georges-Vanier
- L'école secondaire Lucien-Pagé
- L'école secondaire L'Académie de Roberval
- Place de Castelnau
- Église Notre-Dame-du-Saint-Rosaire de Montréal
- Église Sainte-Cécile
- Église Saint-Grégoire-le-Grand
- Église Saint-Barthelemy

## Compléments
Le fonds d'archives de Les activités force du témoignage (entrevues réalisées auprès de la population de Villeray en 1975-1976) est conservé au centre d'archives de Montréal de Bibliothèque et Archives nationales du Québec. 